# Liolaemus canqueli
Liolaemus canqueli är en ödleart som beskrevs av  José Miguel Cei 1975. Liolaemus canqueli ingår i släktet Liolaemus och familjen Tropiduridae. Inga underarter finns listade i Catalogue of Life.